# Ordem da República (Iugoslávia)
A Ordem da República (em servo-croata: Орден Републике / Orden Republike) foi uma condecoração da República Socialista Federativa da Iugoslávia, concedida em três classes.
A Ordem da República de 1ª, 2ª e 3ª Classe foi estabelecida pelo presidente da República Popular da Iugoslávia, Josip Broz Tito, em 2 de julho de 1960, como uma condecoração por méritos civis. A ordem era concedida a indivíduos, instituições e organizações socioeconômicas por méritos pessoais na área de atividades públicas, que contribuíssem para o progresso geral do país. Essa formulação levou a uma tendência de a ordem ser concedida, principalmente, a líderes políticos. Com a Lei de Alterações e Emendas à Lei de Condecorações da RSFI, de 1º de março de 1961, o nome da ordem foi alterado, passando a ser concedida nas seguintes classes: 
- Ordem da República com Coroa de Ouro (anteriormente Ordem da República de 1ª Classe) — 10ª na hierarquia das condecorações iugoslavas.
- Ordem da República com Coroa de Prata (anteriormente Ordem da República de 2ª Classe) — 18ª na hierarquia das condecorações iugoslavas.
- Ordem da República com Coroa de Bronze (anteriormente Ordem da República de 3ª Classe) — 27ª na hierarquia das condecorações iugoslavas.

De maio de 1961 até 31 de dezembro de 1985, foram concedidas as seguintes condecorações da Ordem da República: 1.150 Ordens da República com Coroa de Ouro (1ª Classe); 6.310 Ordens da República com Coroa de Prata (2ª Classe); 11.088 Ordens da República com Coroa de Bronze (3ª Classe). 

## Aparência
O autor da Ordem da República foi Sreten Dokić. A ordem, com diâmetro de 70 mm, consiste em uma estrela estilizada de cinco pontas, feita de uma combinação de ouro e esmalte branco, com cinco pequenas estrelas vermelhas inseridas entre as pontas. No medalhão central, encontra-se o brasão de armas dourado, cercado por uma trança dourada. Na 1ª classe da condecoração, as estrelinhas vermelhas são feitas de 25 rubis, e a trança dourada contém seis diamantes, que mais tarde foram substituídos por esmalte. A ordem era usada diretamente presa, no lado direito do peito. 
Esta foi a última ordem criada na República Socialista Federativa da Iugoslávia. 
| Aparência                                        | Aparência                                         | Aparência                                          |
| Ordem da República com Coroa de Ouro (1ª Classe) | Ordem da República com Coroa de Prata (2ª Classe) | Ordem da República com Coroa de Bronze (3ª Classe) |
| ------------------------------------------------ | ------------------------------------------------- | -------------------------------------------------- |
|                                                  |                                                   |                                                    |
| Barretas                                         |                                                   |                                                    |
|                                                  |                                                   |                                                    |